# Бойович, Ново
Ново Бойович (серб. Ново Бојовић, 2 ноября 1959, Титоград, СФРЮ) — профессиональный американский футболист югославского происхождения. Выступал на позиции кикера. В НФЛ выступал в составе клуба «Сент-Луис Кардиналс». Победитель чемпионата Футбольной лиги Соединённых Штатов в составе «Мичиган Пэнтерс». Четырёхкратный победитель Аренабоула в составе клуба «Детройт Драйв».

## Биография
Ново Бойович родился 2 ноября 1959 года в Титограде, ныне Подгорица, столице Народной республики Черногория. Его родители имели албанские корни. В возрасте 14 лет он с родителями, сестрой и двумя братьями эмигрировал в США. Семья проживала в штате Мичиган. Бойович окончил старшую школу в городе Хамтрамк, пригороде Детройта. Во время учёбы он начал играть в американский футбол на позиции кикера. 
После окончания школы Бойович получил спортивную стипендию в Центральном Мичиганском университете. В течение четырёх лет карьеры в NCAA он реализовал 33 попытки филд-гола, забил 101 экстра-пойнт и сделал один тачдаун на приёме после обманного филд-гола. После этого он задумался о профессиональной спортивной карьере. Скауты клубов НФЛ прогнозировали ему выбор в девятом или десятом раунде драфта. Бойович сделал выбор в пользу Футбольной лиги Соединённых Штатов, где у него было больше возможностей проявить себя. Он предложил свои услуги клубу «Мичиган Пэнтерс» на сборах весной 1983 года выиграл конкуренцию у Вильсона Альвареса, имевшего опыт выступлений за «Сиэтл Сихокс».
В составе «Пэнтерс» Бойович играл в сезонах 1983 и 1984 годов. В первом из них он стал победителем чемпионата ЮСФЛ. Затем команда объединилась с клубом «Окленд Инвейдерс», за которых он выступал в 1985 году. В ноябре 1985 года он подписал контракт с клубом «Сент-Луис Кардиналс», заменив отчисленного Джесса Аткинсона. В составе «Кардиналс» он провёл шесть матчей, реализовав три попытки филд-гола из семи и одиннадцать из двенадцати экстра-пойнтов. На драфте НФЛ 1984 года клуб выбрал Джона Ли и Бойович был отчислен.
С 1988 по 1992 год Бойович выступал в Лиге арена-футбола в составе клуба «Детройт Драйв». В составе команды он четыре раза выигрывал чемпионский титул. По итогам сезона 1990 года он получил награду Кикеру года. В 2002 году Бойович вошёл в число претендентов на включение в Зал славы Лиги арена-футбола.

### Статистика выступлений в НФЛ
| Сезон | Команда             | Игры | Кикер | Кикер | Кикер | Кикер | Кикер | Кикер | Пантер | Пантер | Пантер |
| Сезон | Команда             | Игры | XPM   | XPA   | XP%   | FGM   | FGA   | FG%   | Punts  | Yds    | Y/A    |
| ----- | ------------------- | ---- | ----- | ----- | ----- | ----- | ----- | ----- | ------ | ------ | ------ |
| 1985  | Сент-Луис Кардиналс | 6    | 11    | 12    | 91,7  | 3     | 7     | 42,9  | —      | —      | —      |
| Всего | Всего               | 6    | 11    | 12    | 91,7  | 3     | 7     | 42,9  | —      | —      | —      |